# Joven arquero

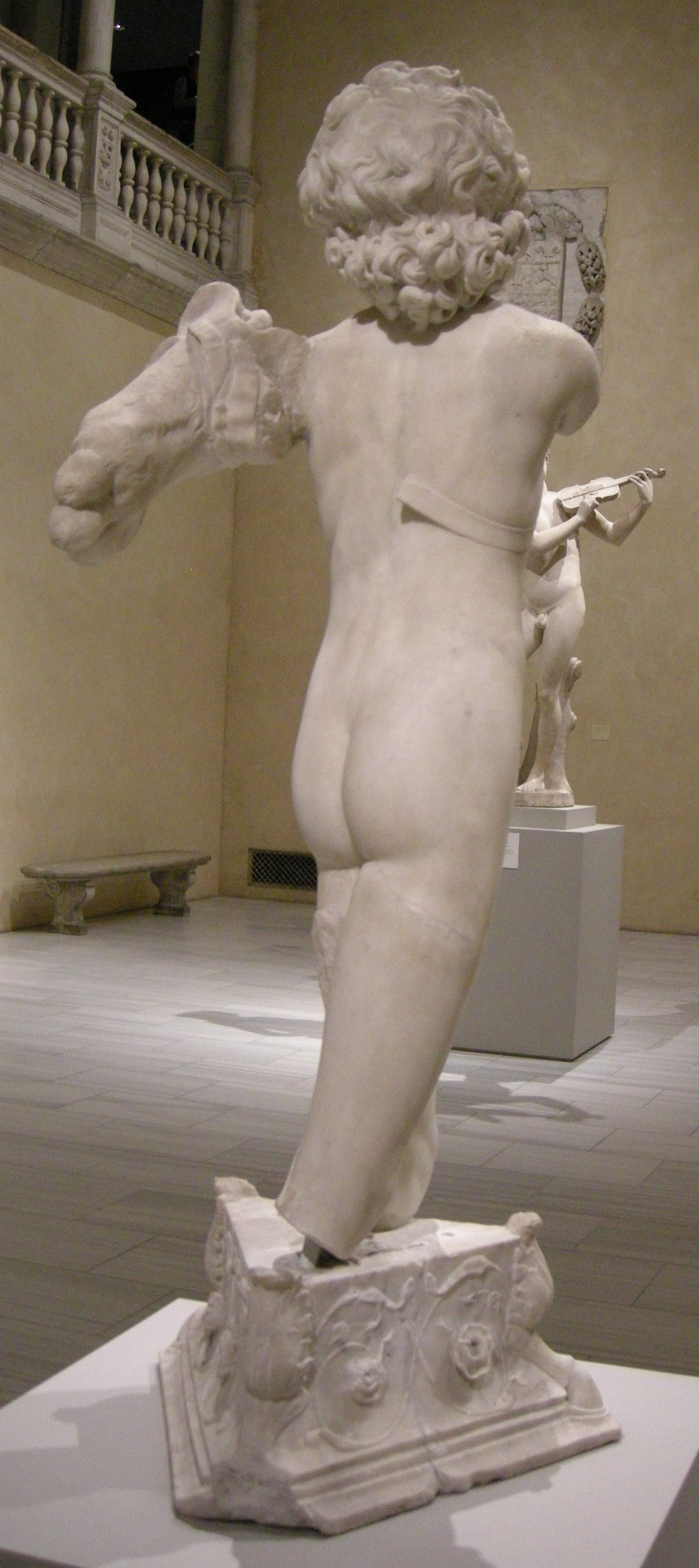
Retro

El Joven aquero es una escultura de mármol (97 cm) atribuida a Miguel Ángel, que data del periodo 1491-1492 aproximadamente, y conservada en el Museo Metropolitano  de Nueva York.

## Historia
La obra se encontraba antiguamente en las colecciones Borghese, que la cedieron a Stefano Bardini para venderla. El 27 de mayo de 1902 pasó por una subasta de Christie's con atribución a Miguel Ángel y desde entonces se  perdió completamente su rastro, tanto que la reproducción sobre el respectivo catálogo quedó por mucho tiempo como el único testimonio gráfico de la obra.
En los estudios del siglo XIX la obra se puso en relación con el perdido Cupido-Apolo esculpido por Jacopo Gallos (Parronchi).

## Descripción y estilo
La obra muestra un jovenzuelo desnudo al cual le faltan los brazos y la parte inferior de las piernas por debajo de las rodillas. En el brazo izquierdo tiene algo pegado, un carcaj con forma de zarpa de león. Asimilable a las obras de juventud del artista, como el Ángel , el Crucifijo de Santo Espíritu y el sátiro en el Baco, caracterizadas de una cierta blandura de modelado y una entonación sentimental delicada, todavía remota de la "terribilidad" de las obras maduras.
La figura parece moverse al paso, con una torsión que va más allá de un equilibrado contrapaso y que aumenta los escorzos "interesantes" que se visualizan cuando se gira alrededor de la estatua. Probablemente la cabeza estaba dirigida hacia el carcaj ya que se encuentra en el momento de sacar una flecha. Es notable la precisión anatómica, comparable a algunas figuras de la Batalla de los centauros. El rostro del joven tiene notables similitudes con los de los ángeles de la tabla de la Madonna de Manchester.
El estado de conservación está comprometido, más allá de que de las partes que faltan, por rayaduras y abrasiones localizadas sobre la superficie compatibles con una exposición en un jardín, como los Horti Borghese. En determinados puntos se encuentran algunas uniones metálicas para recomponer determinadas fracturas. Se aprecian sin embargo pequeñas áreas no rectificadas (en los cabellos, en el torso) que remiten a una fase "no-finalizada" tan común en el arte de Miguel Ángel. Otras partes parecen en cambio rectificaciones realizadas con cuidado (como la cara o las nalgas).